# Бистряков Володимир Юрійович
Володимир Юрійович Бистряков (13 грудня 1946 , Київ ) — радянський та український проросійський композитор, піаніст, шоумен. Заслужений артист УРСР (1987).
Лауреат конкурсу піаністів ім. Б. Сметани (Чехословаччина, 1971), автор музики до багатьох радянських фільмів та мультфільмів. Фігурант бази «Миротворець».
Відомий українофобськими поглядами, антиукраїнською пропагандою, висловлюваннями проти «Євромайдану», підтримкою анексії Криму Росією та виправдання сепаратистів ДНР/ЛНР. Вважає Україну агресором, називає українських солдатів «мародерами».

## Життєпис
У дитинстві Володимир Бистряков вже виявляв композиторські здібності. Ще не досягнувши і десяти років, він писав невигадливі пісні на слова С. Маршака та інших дитячих поетів. Навчався в музичній школі ім. М. В. Лисенка. У 1972 році закінчив Київську консерваторію. Незадовго до закінчення навчання взяв участь в Міжнародному конкурсі в Градец-Кралове і завоював там першу премію. Ця перемога відкрила йому шлях на естраду. [3] У 1972—1992 роках працював піаністом Київської філармонії, виступав з фортепіанними концертами. В його репертуарі були твори Чайковського, Рахманінова, Скрябіна, Шопена, Равеля.
У 1978 році Бистряков дебютував як професійний композитор — по радіо прозвучала його пісня «Здрастуй, мій ранок» у виконанні Алли Кудлай, а потім — цілий ряд (більше десятка) пісень в музичному телефільмі «Казка як казка» у виконанні Людмили Гримальської і ВІА «Мальви». На сьогодні Бистряков є автором музики до більш ніж 20 фільмів і 36 мультфільмів, автором естрадних пісень, інструментальних п'єс, музики до драматичних спектаклів. Перша популярність прийшла до Бистрякова після того, як в 1980 році Валерій Леонтьєв виконав його пісню «Куда уехал цирк?» (ця пісня пізніше увійшла також до репертуару Алли Пугачової). Всього в репертуарі Леонтьєва в ті роки було 27 пісень Володимира Бистрякова.
Як композитор багато співпрацював з відомими артистами — Олександром Малініним, Аллою Пугачовою, Валерієм Леонтьєвим, Миколою Караченцовим, Іриною Аллегровою, Ольгою Кормухіною, Павлом Смеяном, Євгеном Паперним, Іриною Понаровською, Ольгою Кабо, Альбертом Асадулліним, Аурікою Ротару, Георгієм Мельским, Таїсією Повалій.
У пісенному жанрі працював з такими поетами-пісенниками, як Олександр Вратарьов, Аркадій Гарцман, Наум Олєв, Володимир Шльонський, Володимир Гоцуленко, Вадим Левін, Михайло Таніч, Анатолій Поперечний, Юрій Рибчинський, Ігор Лазаревський, Андрій Дмитрук, Юрій Гарін, Олександр Коротко та іншими. Спільно з київським поетом Володимиром Гоцуленком Бистряков створив вокально-поетичний цикл «Дорога до Пушкіна», який записав Микола Караченцов.
Зараз багато працює з молодими виконавцями, є членом журі численних пісенних конкурсів і фестивалів, постійним членом телевізійного клубу любителів анекдотів «Золотий гусак», циклу передач «У гостях у Вови» і програми «На розі Хрещатика і Дерибасівській». Веде велику концертну діяльність в якості ведучого і виконавця власних пісень, керує створено.ним жіночої вокальною групою «Альтана». Популярна пісня «Леді Гамільтон», яка написана Володимиром Бистряковим на вірші відомого поета Олександра Вратарьова і яка входить в репертуар Георгія Мельского, Олександра Малініна і Миколи Караченцова, в 1993 році була визнана кращою піснею року.
У 2014 році разом з дружиною Ольгою заснував школу-студію «Театр пісні Ольги та Володимира Бистрякова», де діти, крім вокалу, вивчають акторську майстерність і танець. Вихованці школи вже брали участь в концертах, в тому числі в київському Оперному театрі та в Українському Домі.
Через початок повномасштабної війни розпочатою Росією поїхав до Німеччини

## Громадянська позиція
У світлі політичних подій в Україні 2013—2017 років відомий висловлюваннями проти Євромайдану, підтримкою анексії Криму Росією. Вважає Українську владу агресором на своїй же території, а багатьох з добровольчих батальйонів української армії — мародерами. Також вважає, що на Донбасі немає регулярних російських військ, а воюють переважно люди, які там живуть. Заявив, що українська влада вбиває культуру «чорними списками», через які вона «перевершила часи інквізиції».
Фігурант бази даних центру «Миротворець» за публічну антиукраїнську пропаганду, підтримку проросійських терористичних організацій, публічну підтримку російської агресії проти України..
В інтерв'ю РІА Новини Україна 2 січня 2016 року заявив:
| | Я ходил туда, на Грушевского, потому что чувствовал — сдвигаются тектонические плиты нашего государства, появляется новый вид человека Протестующего, это меня радовало. Хотя и понимал прекрасно, что в результате всех этих движений, обязательно выскочат какие-нибудь "чертики из табакерки". Так и произошло, выпрыгнули те, кто не имел к протестам никакого отношения и заявили: все закончено, ребята, расходимся! мы — уже в креслах сидим. Это было прогнозируемо. Но, тем не менее, какая-то польза для Украины была, потому что до этого вообще мы не были способны ни протестовать, ни выходить, ни сопротивляться беспределу….у нас была самая тихая, миролюбивая держава.. |
| — Я везде работаю для людей. Для меня нет «предателей», для меня нет «ренегатов», «сионистов», «сепаратистов», коммунистов, чего-то там еще «модного». Если люди рады моей музыке, если она поднимает настроение, то клички и все эти эпитеты… оставим их для профессиональных лгунов, носящих «гордое» звание политиков.. | |

30 липня 2017 року в програмі «Гордон» на каналі «112 Україна» сказав:
|  | Крим у нас був автономною республікою, там законно провели референдум. І ніяких автоматів там не було. Була лише команда з Америки не перешкоджати анексії Криму. |

|  | На Донбасі все розпочалося не з Росії, а з того, що Донбас виступав за те, щоб у нас була конфедерація. Якби у нас вона була, якби не розпочали із літаків обстрілювати Луганськ, не було б війни. Я впевнений. |

## Сім'я
- Дружина — Бистрякова Регіна
- Дружина — Неізвєстная Ольга
- Дочка — Бистрякова Ірина Володимирівна (нар. 15 травня 1987)
- Донька — Бистрякова Марія Володимирівна (нар. 19 січня 2006)
- Син — Бистряков Олександр Володимирович (26 квітня 2009)
- Син — Бистряков Георгій Володимирович (нар. 29 січня 1998)

## Основні твори

### Музика до балету
- «Як Петрик П'яточкин слоників рахував» — дитячий балет за мотивами мультфільму «Як Петрик П'яточкин слоників рахував»

### Пісні
- «Happy End» (слова Наум Олєв. Фільм «Останній аргумент королів», виконує Валерій Леонтьєв)
- «Блюз капронових панчіх» (слова Олександра Вратарьова, виконує Ольга Кормухіна)
- «У житті як у кіно» (слова Наум Олєв, А. Балагін. Мультфільм «Острів скарбів»)
- «Гори свічка» (слова Олександр Вратарьов, виконує Олександр Ніколаєнко)
- «Дванадцять людей на скриню мерця» (слова Наум Олєв, А. Балагін. Мультфільм «Острів скарбів»)
- «Сповідь» (слова Володимир Гоцуленко, виконує Микола Караченцов)
- «Кокосове молоко» (слова Наум Олєв. Фільм «Останній аргумент королів», виконує Валерій Леонтьєв)
- «Куди поїхав цирк» (слова В. Левін, виконує Валерій Леонтьєв)
- «Купи девчоночку» (слова Ю. Гарін, виконує Ірина Аллегрова)
- «Леді Гамільтон» — (слова Олександр Вратарьов, виконує Олександр Малінін)
- «Мій капрал» (слова Наум Олєв. Фільм «Останній аргумент королів», виконує Валерій Леонтьєв)
- «Морська миля» (слова Наум Олєв. Фільм «Останній аргумент королів», виконує Валерій Леонтьєв)
- «Морська піхота» (слова Наум Олєв. Фільм «Останній аргумент королів», виконує Валерій Леонтьєв)
- «Ми всі — учасники регати» (слова Наум Олєв, А. Балагін. Мультфільм «Острів скарбів»)
- «На краю землі» (слова Володимир Гоцуленко, виконує Микола Караченцов)
- «Неприкаяний» (слова Олександр Вратарьов, виконує Олександр Малінін)
- «Острів скарбів» (слова Наум Олєв, А. Балагін. Мультфільм «Острів скарбів»)
- «Пісенька друзів» (слова Олександр Вратарьов. Мультфільм «По дорозі з хмарами»)
- «Пісенька про шкоду куріння» (слова Наум Олєв, А. Балагін. Мультфільм «Острів скарбів»)
- «Пісенька про користь зарядки» (слова Наум Олєв, А. Балагін. Мультфільм «Острів скарбів»)
- «Пісенька про жадібність» (слова Наум Олєв, А. Балагін. Мультфільм «Острів скарбів»)
- «Пісенька про самотність» (слова Наум Олєв, А. Балагін. Мультфільм «Острів скарбів»)
- «Полювання» (слова Наум Олєв. Фільм «Останній аргумент королів», виконує Валерій Леонтьєв)
- «Петя Чижиков літає» (слова Олександр Вратарьов, виконує Катерина Семенова)
- «Сімейний портрет в інтер'єрі» (слова Наум Олєв. Фільм «Останній аргумент королів», виконує Валерій Леонтьєв)
- «Сікрет-сервіс» (слова Наум Олєв. Фільм «Останній аргумент королів», виконує Валерій Леонтьєв)
- «Стрибки» (слова Наум Олєв. Фільм «Останній аргумент королів», виконує Валерій Леонтьєв)
- «Щасливе дитинство» (слова Наум Олєв. Фільм «Останній аргумент королів», виконує Валерій Леонтьєв)
- «Таємниця зірки, що падає» (слова Володимир Гоцуленко, виконує Микола Караченцов)
- «Трагічна і повчальна історія про хлопчика Боббі, який любив гроші» (слова Наум Олєв, А. Балагін. Мультфільм «Острів скарбів»)
- «Шанс!» (Слова Наум Олєв, А. Балагін. Мультфільм «Острів скарбів»)
- «Штат Невада» (слова Наум Олєв. Фільм «Останній аргумент королів», виконує Валерій Леонтьєв)

### Музика до кінофільмів
1. 1979 — «Розколоте небо»
2. 1979 — «Поїздка через місто» (новела «Любов під псевдонімом»)
3. 1979 — «Київські зустрічі»
4. 1979 — «Затяжний стрибок»
5. 1980 — «Дивна відпустка»
6. 1981 — «Таємниця, відома всім»
7. 1983 — «Останній аргумент королів»
8. 1986 — «Звинувачується весілля»
9. 1986 — «Червоні черевички»
10. 1990 — «Ха-бі-аси»
11. 1991 — «Круїз або розлучна подорож»
12. 1991 — «Казус імпровізус»
13. 1991 — «Жінка для всіх»
14. 1992 — «Вірний Руслан (Історія вартового собаки)»
15. 1992 — «Зірка шерифа»
16. 1992 — «Макарони смерті, або Помилка доктора Бугенсберга» (не завершений)
17. 1992 — «Загальна картина була красива»
18. 1992 — «Їхати — значить їхати ...»
19. 1993 — «Шанс»
20. 1995 — «Острів любові»
21. 1997 — «Хіппініада, або материк кохання»
22. 2007 — "Я вважаю: раз, два, три, чотири, п'ять "
23. 2007 — «Ялинка, кролик, папуга»
24. 2008 — «Новорічна сімейка»

### Музика до мультфільмів
1. 1981 — «Про великих і маленьких»
2. 1982 — «Сезон полювання»
3. 1982 — «Аліса в Задзеркаллі»
4. 1982 — «Ба-бу-сю!»
5. 1982 — «Плутанина»
6. 1983 — «Здійснення з Бомбея»
7. 1983 — «Савушкін, який не вірив у дива»
8. 1983 — «Послуга»
9. 1984 — «Як Петрик П'яточкин слоників рахував»
10. 1984 — «Твій люблячий друг»
11. 1984 — «По дорозі з хмарами»
12. 1985 — «Відчайдушний кіт Васька»
13. 1985 — «Гра»
14. 1985 — «Сонечко і снігові чоловічки»
15. 1986 — «Бій»
16. 1986 — «Працьовита старенька»
17. 1986 — «Три новели»
18. 1986 — «Гаврош»
19. 1986 — «Острів скарбів. Мапа капітана Флінта (фільм 1)»
20. 1987 — «Біла арена»
21. 1987 — «Кам'яна доба»
22. 1987 — «Пісочний годинник»
23. 1987 — «Старий швець»
24. 1987 — «Страшна помста»
25. 1988 — «Розгардіяш»
26. 1988 — «Ми — жінки. Солодке життя»
27. 1988 — «Ой, куди ж ти їдеш?»
28. 1988 — «Острів скарбів. Скарби капітана Флінта»
29. 1989 — «Ерік»
30. 1989 — «Моя сім'я»
31. 1990 — «Любов і смерть картоплі звичайної»
32. 1990 — «Страсті-мордасті»
33. 1991 — «Безтолковий вомбат»
34. 1991 — «Крокодил»
35. 1993 — «Клініка»
36. 2008 — «Про Аліка і Льоліка»

## Телевізійні проекти
- Цикл передач «В гостях у Вови»
- Програма «На розі Хрещатика і Дерибасівській»
- Телепрограма «Золотий гусак» на телеканалах «Інтер», Перший Національний
- Музична вікторина на Першому Національному «Рояль у кущах»

## Нагороди
- 1987 — Заслужений артист Української РСР.